# Lotnisko Vöslau-Kottingbrunn
Lotnisko Vöslau-Kottingbrunn (Flugplatz Vöslau-Kottingbrunn) – lotnisko obsługujące Vöslau w Austrii (Dolna Austria).